# Röntgenquelle (Astronomie)
Als Röntgenquelle bezeichnet man in der Astronomie ein Objekt im Weltall, das Röntgenstrahlung aussendet. Mit der Erforschung von Röntgenquellen befasst sich die Röntgenastronomie.
Die Liste mit Objekten, die im Röntgenlicht beobachtet werden können, ist lang. Angefangen bei der Sonne reicht sie von Sternen bis hin zu Galaxienhaufen, die den größten Teil ihrer baryonischen Masse überhaupt nur im Röntgenbereich zeigen.

## Stellare Röntgenquellen
Bald nachdem die Beobachtungsmöglichkeiten im Röntgenbereich für die Astronomie erschlossen waren, zeigte sich, dass der Röntgenhimmel mit einer großen Zahl von Quellen übersät ist, die mit Sternen assoziiert werden können. Unter diesen Sternen finden sich Objekte verschiedener Art, die Röntgenlicht unter ganz unterschiedlichen physikalischen Voraussetzungen emittieren.

### Die Sonne

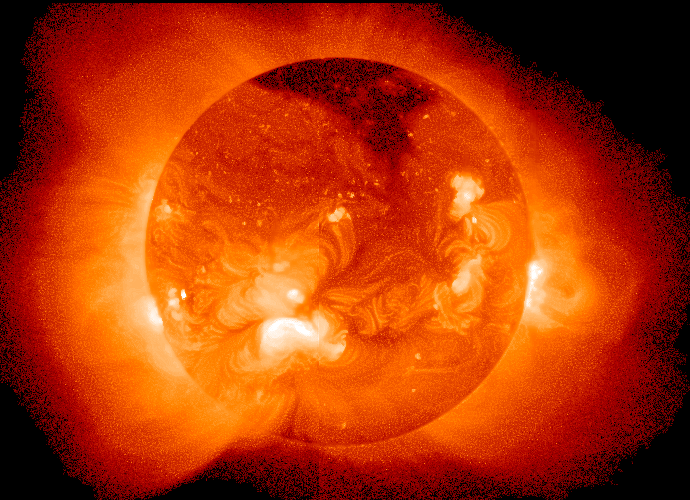
Die Sonne im Röntgenlicht (0,5 bis 2 keV). Die Aufnahme stammt aus dem Jahr 1992 und wurde mit dem „Soft X-ray Telescope (SXT)“ von Yohkoh gemacht.

Unsere Sonne ist der nächste stellare Röntgenemitter. Die mit bloßem Auge sichtbare Oberfläche der Sonne (die Photosphäre) ist etwa 5800 Kelvin heiß und damit viel zu kühl, um nennenswerte Mengen an (thermischer) Röntgenstrahlung zu emittieren. Dies ist nur der Fall in der im Schnitt zwei Millionen Grad heißen Korona, der äußersten atmosphärischen Schicht der Sonne. Die Emission auf der Sonne ist keinesfalls homogen über die gesamte Sphäre verteilt, sondern ist sowohl zeitlich als auch räumlich strukturiert. Sie ist meist auf kleine aktive Bereiche konzentriert und erfolgt sowohl kontinuierlich als auch plötzlich (siehe Flare). Verantwortlich für dieses Verhalten ist das solare Magnetfeld, das maßgeblich an der Strukturierung sowie dem Energiehaushalt der äußeren Atmosphärenschichten beteiligt ist. Die aus solaren Beobachtungen gewonnenen Erkenntnisse und die daraus resultierenden Modelle dienen als Vorlage zum Verständnis der Röntgenemission aller „sonnenähnlichen“ Sterne.

### Hauptreihensterne
Die längste Zeit ihres Lebens verbringen Sterne auf der Hauptreihe. In Bezug auf Röntgenstrahlung unterscheidet nach dem Spektraltyp zwischen „späten“ und „frühen“ Sternen, wobei spät in etwa die Sterne der Spektraltypen M bis F umfasst und früh die Spektraltypen O und B. Der wesentliche Unterschied zwischen diesen beiden Gruppen ist der Mechanismus, mittels dessen Röntgenstrahlung erzeugt wird. In späten Sternen entsteht die Röntgenstrahlung ähnlich wie auf unserer Sonne. Diese Sterne besitzen äußere Konvektionszonen und können durch den Dynamoprozess ein (kleinskaliges) Magnetfeld erzeugen, das sich klar in der Struktur der solaren Korona zeigt. In diesem Magnetfeld sind große Mengen an Energie gespeichert, die in den äußeren Atmosphärenschichten freigesetzt werden können, zu deren Aufheizung beitragen und schließlich zu Röntgenemission führen. Sterne frühen Typs besitzen keine derartigen Magnetfelder, sind allerdings deutlich heller und erzeugen sehr viel stärkere Winde als späte Sterne. In diesen Winden bilden sich Instabilitäten (Schocks) aus, die das Material soweit erhitzen, dass Röntgenemission entsteht. Zwischen den späten und frühen Sternen gibt es noch eine Klasse von Hauptreihensternen (umfasst etwa den Spektraltyp A), die der Theorie nach weder geeignete Magnetfelder noch ausreichend starke Winde besitzen, sodass keine Röntgenstrahlung von diesen Sternen erwartet wird. Schon während der ROSAT-Mission stellte sich allerdings heraus, dass in etwa 15 % der Fälle die Position eines hellen (mv < 6,5) A-Sterns mit einer Röntgenquelle zusammenfällt. Ob dieser Befund auf einen diesen Sternen eigenen Erzeugungsmechanismus für Röntgenstrahlung hindeutet oder nicht, ist bislang nicht vollkommen klar. Die am weitesten akzeptierte Hypothese ist jedoch, dass diese Strahlung von späten Sternen (versteckten Begleitern) in der Nähe des A-Sternes herrührt, die man in anderen Spektralbereichen aufgrund ihrer vergleichbaren Schwäche nur schwer nachweisen kann.

### Röntgendoppelsterne

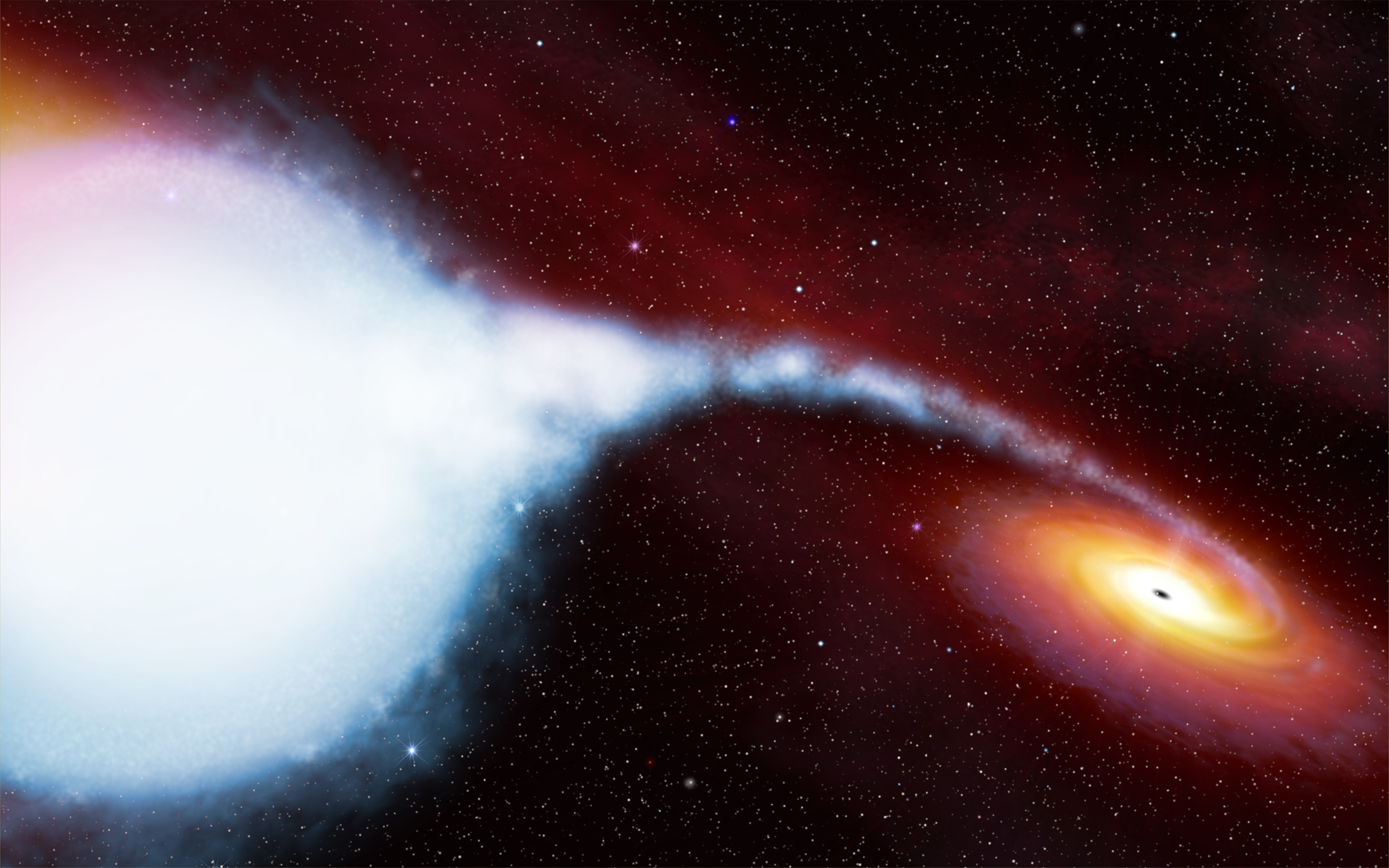
Künstlerische Darstellung eines Röntgendoppelsternes (Cygnus X-1). Der kompakte Begleiter akkretiert Material über einen Akkretionsstrom; eine Akkretionsscheibe bildet sich aus.

Bei Röntgendoppelsternen handelt es sich um Systeme, die aus einem „normalen“ Stern (zum Beispiel einem Hauptreihenstern) und einem kompakten Objekt (Weißer Zwerg, Neutronenstern oder Schwarzes Loch) bestehen. In diesen Systemen wird Material vom kompakten Begleiter akkretiert. Dieses heizt sich bei diesem Prozess stark auf und emittiert im Röntgenbereich.

### Junge Sterne

Der Orionnebel im Röntgenlicht (2 bis 9 keV). Die Aufnahme wurde mit dem Chandra-Röntgenobservatorium im Rahmen des „Chandra Orion Ultradeep Project (COUP)“ gemacht. Eine große Zahl von Röntgenquellen gruppiert sich um den zentralen O-Stern Ori C.

In Sternentstehungsgebieten wie zum Beispiel der Orion- oder der Taurusregion (siehe Abbildung) ist die Dichte an Röntgenquellen besonders hoch. Während ihrer Entstehung (bevor sie ihre Laufbahn auf der Hauptreihe beginnen) sind Sterne besonders aktive Röntgenemitter. Die Emission ist sowohl auf Magnetfelder, Winde als auch Akkretion zurückzuführen. Der Zeitpunkt, ab dem ein Protostern beginnt, Röntgenstrahlung zu emittieren, ist nicht genau bekannt. Da sehr junge Objekte oft noch tief in eine umgebende Wolke eingebettet sind, ist das Röntgenlicht besonders gut geeignet, sie zu entdecken und ihre Eigenschaften (zumindest teilweise) zu erforschen; das Licht der meisten anderen Spektralbereiche wird deutlich stärker absorbiert und kann daher nur schwer analysiert werden.

## „Quellen“ innerhalb des Sonnensystems
Innerhalb unseres Sonnensystems werden neben der Sonne selbst auch andere Objekte im Röntgenlicht beobachtet. Dazu gehören der Mond, die Planeten wie die Venus, der Mars und der Saturn, sowie die Kometen. Diese Körper erzeugen die Röntgenstrahlung allerdings nicht selbst, sondern werden durch Fluoreszenz und Interaktion mit dem Sonnenwind zur Emission angeregt.

## Nichtstellare und extragalaktische Quellen
Die Röntgenastronomie trägt entscheidend dazu bei, die innersten Regionen von aktiven galaktischen Kernen und die Struktur der Galaxienverteilung zu erforschen.

### Aktive galaktische Kerne
Bei diesen Objekten handelt es sich um die innersten Bereiche von Galaxien (Größenordnung 1 Parsec), die aufgrund ihrer vergleichsweise großen Entfernung punktförmig erscheinen. Im Zentrum eines aktiven Kerns befindet sich ein Schwarzes Loch, das von einer Akkretionsscheibe umgeben ist. In dieser Region spielen sich Hochenergieereignisse ab, die unter anderem zur Freisetzung von Röntgenstrahlung führen. Die Spektren von aktiven galaktischen Kernen können meist durch ein Potenzgesetz beschrieben werden. Eine besondere Anwendung des Röntgenlichtes besteht in der Analyse von Fluoreszenzlinien. Diese entstehen bei der Reprozessierung von Röntgenphotonen in neutralem (kühlem) Material, das per se unsichtbar ist im Röntgenbereich. Sie ermöglichen es, etwas über die kühle Umgebung (zum Beispiel die Akkretionsscheibe) des Schwarzen Loches zu erfahren.

### Galaxienhaufen
Galaxienhaufen gehören zu den größten Strukturen im Universum. Schon lange vor dem beobachterischen Aufbruch im Röntgenbereich war bekannt, dass diese Haufen mit der Masse, die in den Galaxien leuchtet, nicht stabil sein können; sie schienen es aber zu sein. Heute ist bekannt, dass der größte Teil der fehlenden Masse in Form von dunkler Materie vorliegt (siehe Bullet-Cluster), jedoch nicht alles. Ein Teil der fehlenden Masse, immerhin mehr als in den Sternen gebunden ist, liegt in Form eines heißen Gases vor, das sich im Zentrum des Haufens sammelt. Dieses kann leicht mit Röntgensatelliten gesehen werden, jedoch nicht in anderen Spektralbereichen. Durch diese frühe Entdeckung der Röntgenastronomie wurde die Menge an bekannter baryonischer Masse im lokalen Universum auf einen Schlag etwa verdoppelt.

### Gammastrahlungsausbrüche
Der Ausdruck Gammastrahlungsausbruch (englisch gamma ray burst, GRB) bezeichnet ein kurzzeitiges Aufflackern im Gammabereich. Die Zeitskala für einen solchen Ausbruch liegt im Gammastrahlenbereich bei maximal ein paar Minuten. Dem Gammablitz folgt dann ein längeres „Nachglühen“ (engl. afterglow) im weniger energiereichen Spektralbereich, also beispielsweise im Röntgenbereich. GRBs sind die mächtigsten Ausbrüche elektromagnetischer Strahlung seit dem Urknall. Ihre Erforschung ist ein erst wenige Jahre altes Gebiet in der Astronomie. Sicher ist, dass es sich um beliebig am Himmel verteilte, extragalaktische Ereignisse mit zum Teil hoher Rotverschiebung handelt. Der zugrundeliegende Mechanismus und die Art der Vorgängerobjekte ist dagegen weiterhin kontrovers.

## Videos
- Woher kommt die Röntgenstrahlung im All? aus der Fernseh-Sendereihe alpha-Centauri (ca. 15 Minuten). Erstmals ausgestrahlt am 5. Dez. 1999.